# Tibetima
Genre
Tibetima est un genre d'araignées aranéomorphes de la famille des Palpimanidae.

## Distribution
Les espèces de ce genre sont endémiques du Tibet en Chine,.

## Liste des espèces
Selon World Spider Catalog (version 21.5, 09/12/2020) :
- Tibetima char Lin & Li, 2020
- Tibetima gyirongensis (Hu & Li, 1987)

## Publication originale
- Lin & Li, 2020 : « Tibetima gen. nov., a new genus of palpimanid spiders from Tibet, China (Araneae, Palpimanidae). » Acta Arachnologica Sinica, vol. 29, no 2, p. 85-88.